# Opasek

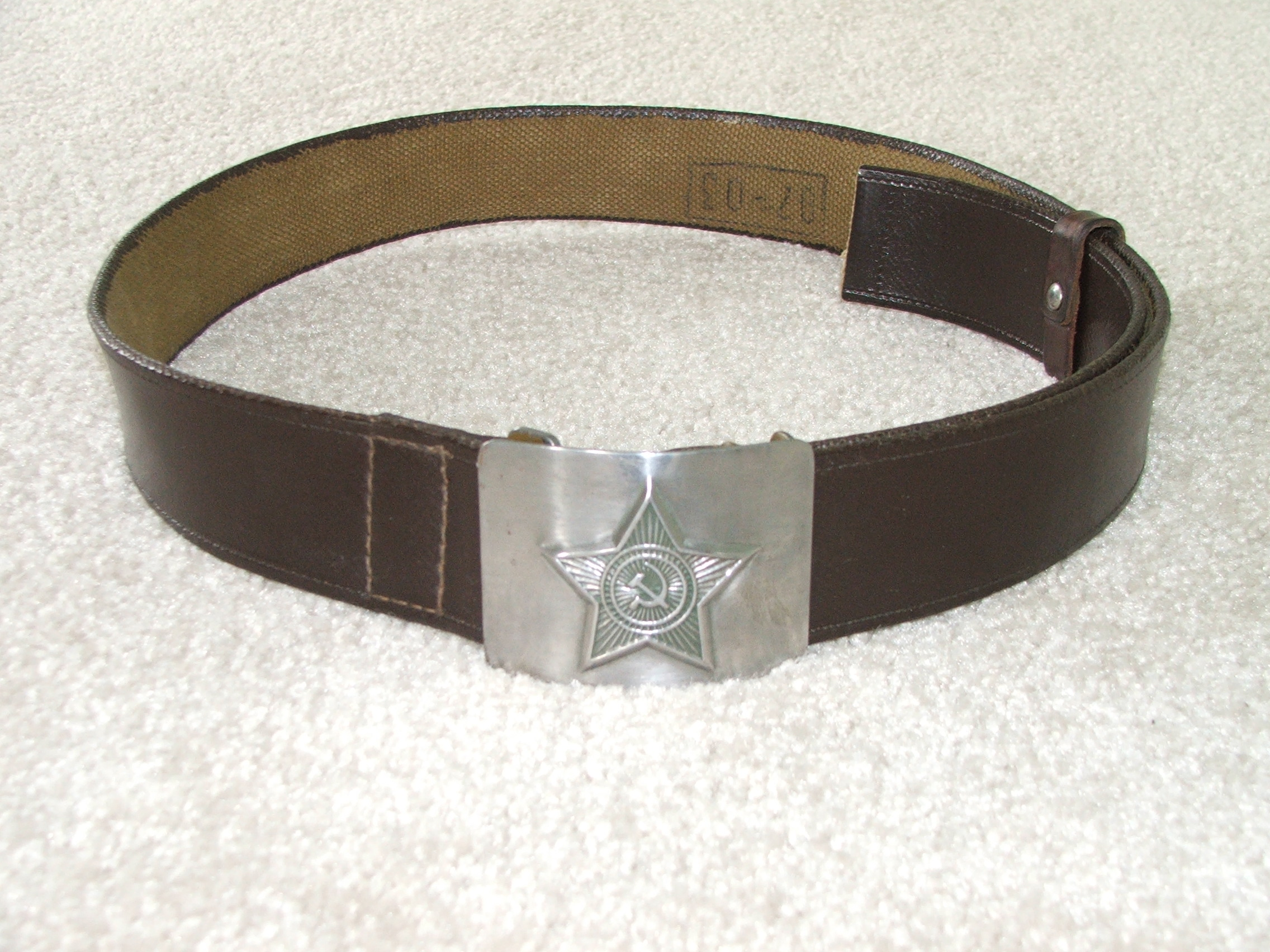
Opasek vojáka Sovětské armády

Opasek, také pas, pás, hovorově také pásek, je specializovaná oděvní součástka, může se jednat i o zvláštní oděvní doplněk. Opasek vždy slouží k opásání (přepásání) trupu lidského těla přibližně ve výšce pasu.
Je užíván u různých typů oděvů, kde může plnit tyto základní funkce :
1. přidržuje kalhoty, sukni případně jinou oděvní součástku, na lidském těle tím, že stahuje oděv a snižuje jeho vůli vůči lidskému tělu, může se zde jednat o zmírnění tlaku na zapnutý kabát atd.
2. pro pracovní účely, zejména u stejnokrojů a uniforem může sloužit také jako nosná součást oděvu, kde na těle přidržuje další předměty a potřeby – např. zbraň v pouzdře, ať už palnou pistoli nebo chladnou, pouzdro na náboje, nástroje, nářadí a jiné pomůcky. Tím umožňuje mít k dispozici tyto nástroje a zachovat volné ruce a pohyblivost nositele. Tato funkce je užívána jak u různých typů ozbrojených složek (např. armáda, policie), tak i při lovu respektive v myslivosti, u některých typů specializovaných pracovních oděvů nebo při některých druzích sportovní a rekreační činnosti atd.
3. ozdobnou jako módní doplněk u módního oblečení, kde kromě své vlastní ozdobné funkce napomáhá zdůrazňovat linii ženských boků a tělesných proporcí.
4. označení hodnosti, funkce nebo technického stupně například v některých církvích, ve sportu (judu, karate) a dalších.

Opasky mohou být vyrobeny z různých materiálů, např. z textilu, kůže, koženky či z plastu. Neobvyklé jsou dřevěné opasky s prvky či dekorací dřeva.

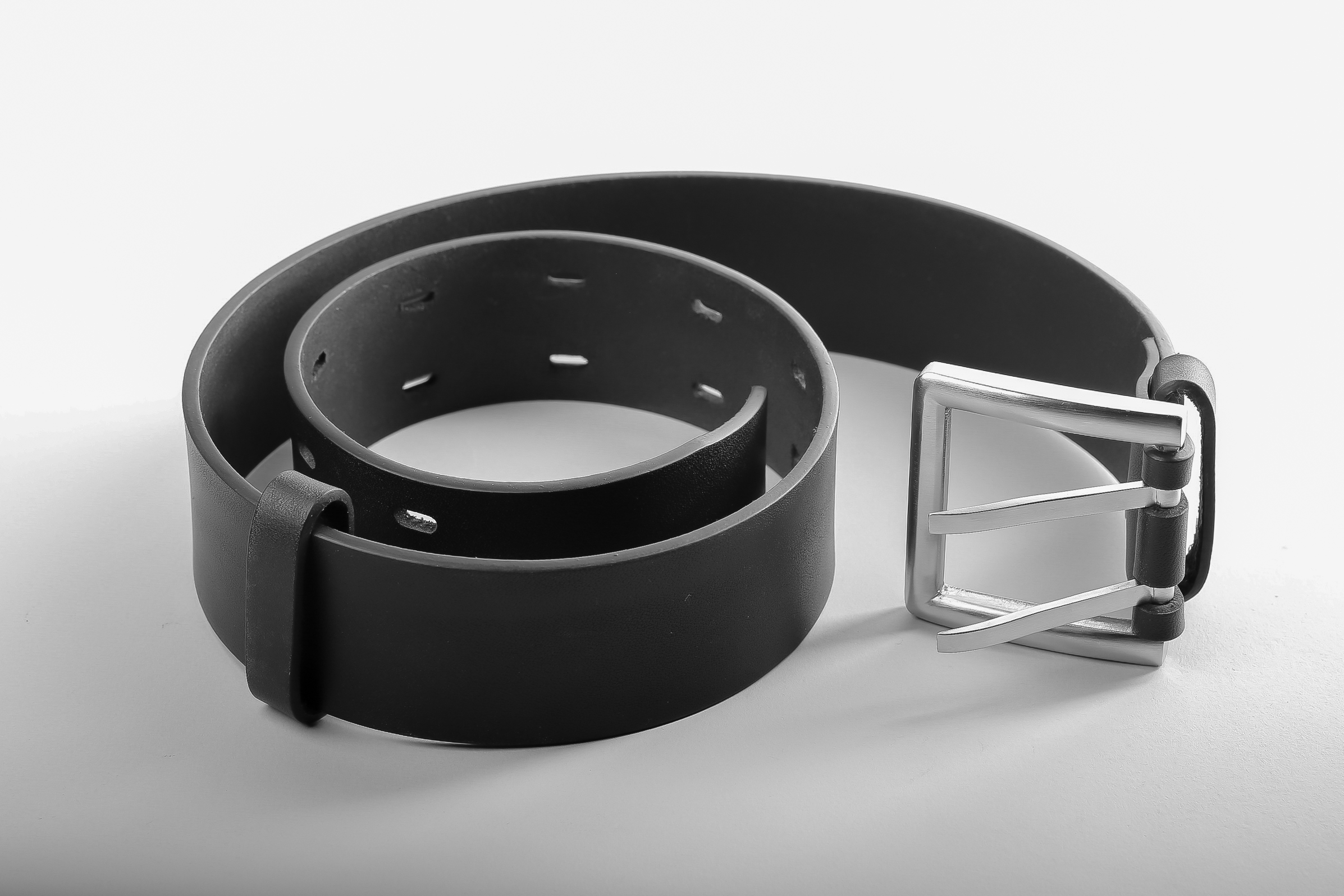

Praváci si oblékají pásek tak, že konec pásku je na pravé straně, leváci naopak.

## Doplňky
1. Přezka: Podle účelu jsou opasky vybaveny různými typy spínacích a spojovacích mechanizmů.
2. Poutko: Součástí opasku bývá pohyblivé a pevné poutko, případně obě, pro přidržování přečnívajícího volného konce opasku. Nejčastěji je ze stejného materiálu, jako opasek, ale může být rovněž z materiálu krytu přezky. Další poutka bývají součástí samotného oděvu (kabátu, kalhot, sukně), zpravidla z materiálu těchto oděvů.
3. Doplňující řemen: Vojenské opasky zvané „dohoda“ jsou doplněny řemenem přes rameno pro zlepšení nosnosti opasku.

Dohoda zvyšovala nosnost opasku na levém boku, kde byla zavěšená šavle.
Ale i později byl veden podpůrný řemen přes pravé rameno k levému boku, i když důstojníci již šavle nenosili a pistole se nosila na pravém boku.
Takže tradice byla silnější, než účelnost.